# Bebel Gilberto
Bebel Gilberto, nombre artístico de Isabel Gilberto de Oliveira (Nueva York, 12 de mayo de 1966), es una compositora e intérprete de música brasileña, proveniente de una familia de artistas brasileños: hija de João Gilberto y de la cantante Miúcha (Heloísa Maria Buarque de Hollanda) y sobrina del cantante y compositor Chico Buarque. Comenzó a cantar desde muy niña, participando en coros infantiles en discos y obras musicales como Os Saltimbancos y Pirlimpimpim.

## Biografía
A los 7 años, Bebel hizo una aparición en el álbum solista de su madre Miucha. Cumplidos los 9 años, Bebel participó junto a su madre y el saxofonista Stan Getz en el Festival de Jazz de Carnegie Hall. 
Ella fue gran amiga del cantante Cazuza, una gran figura del rock brasileño de la década de los 80, con quien hizo un dúo en la canción Preciso Dizer Que Te Amo. Durante la década de los 90, Bebel colaboró con muchas estrellas musicales como Arto Lindsay, Thievery Corporation, David Byrne, Towa Tei, Caetano Veloso and Chico Buarque. En 1996, Bebel participó del proyecto caritativo en beneficio del sida Red Hot + Rio, el cual fue producido por su colaborador y amigo cercano Béco Dranoff. Por aquella época, Bebel consiguió éxito como compositora con los hits internacionales bailables "Technova" y "Batucada" en colaboración con artistas de la talla de Towa Tei y Arto Lindsay.
Ya en el año 2000, con la producción del artista y productor yugoslavo Suba, editó su primer álbum Tanto Tempo, récord de ventas, y en 2004, producido por Marius de Vries, Carlinhos Brown y la misma Gilberto, editó el álbum Bebel Gilberto, con un sonido más internacional de pop adulto.
De sus dos primeros álbumes se editaron colecciones de remixes. En 2006, participó en el proyecto Peeping Tom de Mike Patton (vocalista de Faith No More), cantando "Caipirinha". Al año siguiente, salió al mercado su siguiente álbum, Momento. 
All in One (2009) se lanzó mundialmente el 29 de septiembre de 2009 en el sello estadounidense de jazz Verve, siendo distribuido en Brasil por Universal Music. Es un disco menos electrónico que los anteriores, en el que resulta más evidente la personalidad de Bebel, así como su amor por los estilos orgánicos. Se realizó bajo la batuta de afamados productores, entre los que se encuentran Mark Ronson (Amy Winehouse, Lily Allen), John King (Dust Brothers, Beck), Daniel Jobim, Carlinhos Brown, Didi Gutman (Brazilian Girls) y Mario Caldato Jr (Beastie Boys, Björk, Jack Johnson).
Desde el lanzamiento de "Tanto Tempo" en el año 2000, Bebel ha vendido más de dos millones y medio de discos y su música ha sido parte de bandas sonoras de películas como "Next Stop Wonderland", "Bubble", "Closer" y más recientemente en las películas "Eat Pray Love" de 2010 y "Rio" de 2011 y en distintas series de televisión como Sex and the City, Six Feet Under y Nip/Tuck, entre otras.
En 2011, contribuyó con una canción llamada "Acabou Chorare" para la última recopilación de Red Hot Organization titulado "Red Hot + Rio 2". Este álbum es una secuela del "Red Hot+Rio" de 1996. La ganancias de sus ventas fueron donadas para la lucha contra el VIH y algunas causas sociales.
En 2014 apareció su último disco hasta el momento, Tudo.
En 2024, formó parte de la primera edición de Ruidosa Fest en Estados Unidos, el primer festival latinoamericano integrado únicamente por mujeres, en el Lincoln Center. Participó junto a Buscabulla, iLe, Bruses, Nella, Ali Stone, Salt Cathedral, Riobamba, Renee Goust + Khylie Rylo, Mireya Ramos (Flor de Toloache) y Francisca Valenzuela.
Su música puede definirse dentro de un estilo moderno de bossa nova, influido por la música electrónica.

## Discografía

### Álbumes
- Bebel Gilberto (mini-LP) (1986)

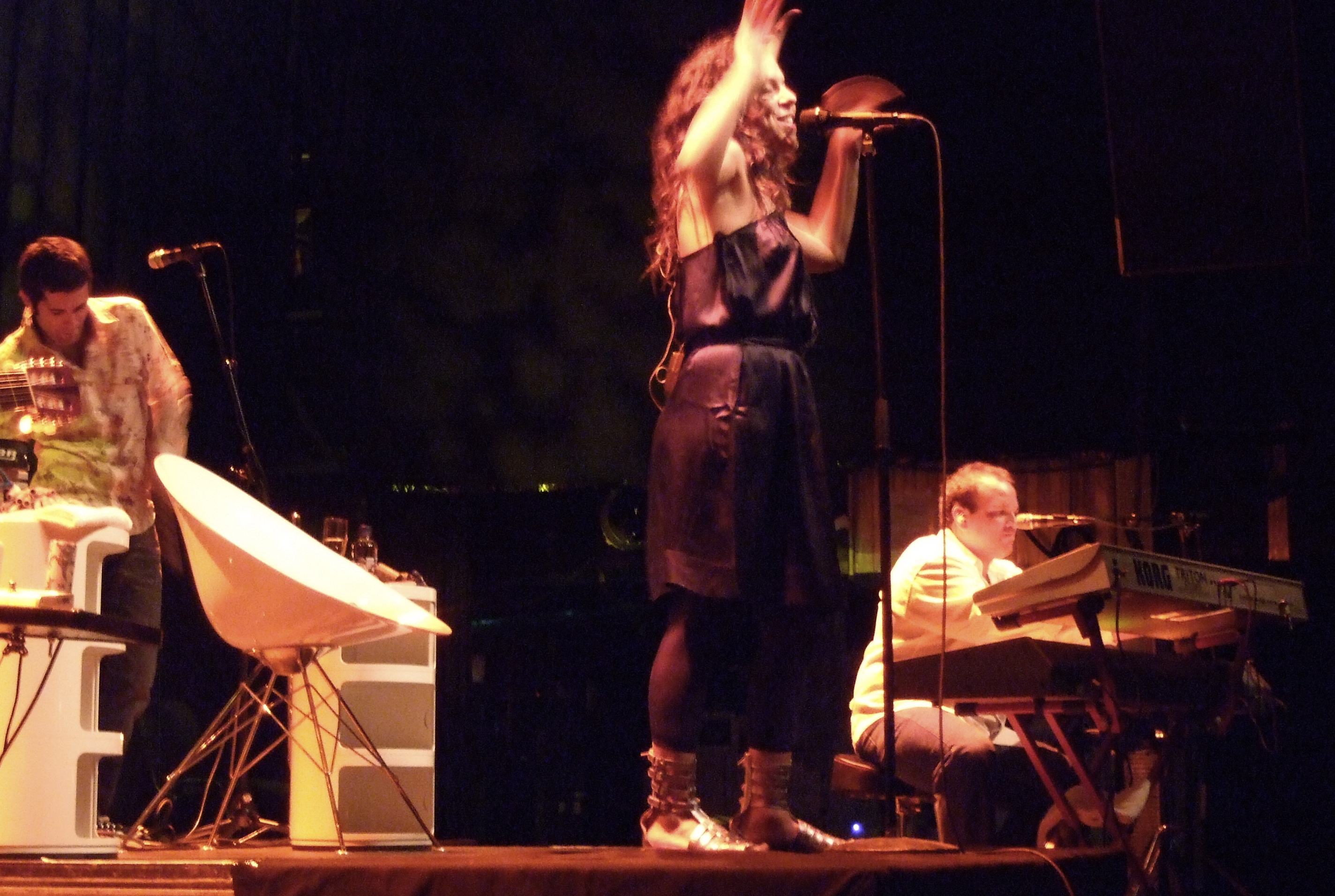
Bebel Gilberto durante una presentación en Helsinki, Finlandia.

- De Tarde, Vendo O Mar (con Luizão Maia y Banzai) (1991)
- Tanto Tempo (2000/2002)
- Bebel Gilberto (2004)
- Momento (2007)
- All in One (2009)
- Tudo (2014)
- Agora (2020)

### Colecciones
- Tanto Tempo Remixes (2001)
- Tanto Tempo (Special Remix Edition (2003)
- Bebel Gilberto Remixed (2005)

### EP
- Bring Back The Love - Remixes EP 1 (2007) [digital-only]
- Bring Back The Love - Remixes EP 2 (2007) [digital-only]

### Colaboraciones
Lista seleccionada
- So Com Voce - (con Thievery Corporation) (2000)
- Caipirinha - Peeping Tom (con Mike Patton) (2006)
- Zuzu (con Miguel Migs) (2011)

## Filmografía
- Rio (2011) - Eva (voz)
- Rio 2 (2014) - Eva (voz)